# USS Indiana (SSN-789)
El USS Indiana (SSN-789) es un submarino nuclear de ataque de la clase Virginia Bloque III de la Armada de los Estados Unidos. Ha sido significativamente rediseñado, que incluye un arco revisado y tecnología VLS de la clase Ohio de submarinos de misiles guiados. El Indiana fue construido por Huntington Ingalls Industries en asociación con la división Electric Boat de General Dynamics en Newport News, Virginia, con el contrato inicial adjudicado el 22 de diciembre de 2008. Su quilla se colocó el 16 de mayo de 2015 y fue botado el 9 de junio de 2017.  El barco fue bautizado el 29 de abril de 2017 y patrocinado por Diane Donald, esposa del almirante Kirkland H. Donald. Fue entregado el 29 de septiembre de 2018 en Port Canaveral, Florida.